# 다큐월드
《다큐월드》는 2010년 1월 5일부터 2010년 12월 21일까지 방송되었던 시사교양 프로그램이다. 세계 각국의 공영 방송에 글로벌 이슈와 국내 시청자에게 관심 높은 해외 다큐멘터리 프로그램이다. 판권이 해외에 판매된 바 있으나, 다시보기 서비스는 지원이 되지 않았다. 이후 KBS 특선 월드 및 KBS 특선 아시아라는 이름으로 비슷한 형식의 해외 다큐멘터리 프로그램이 방송되기도 했다. (단, 일부 지역은 자체방송 실시)

## 방영 목록
| 방송일           | 부제                                                                  | 해외 방송 제작사                                        |
| ---------------- | --------------------------------------------------------------------- | ------------------------------------------------------- |
| 2010년 1월 5일   | 남태평양 - 1편 : 섬들의 바다                                          | 영국방송협회(BBC), 디스커버리 채널                      |
| 2010년 1월 12일  | 남태평양 - 2편 : 조난자들                                             | 영국방송협회(BBC), 디스커버리 채널                      |
| 2010년 1월 19일  | 남태평양 - 3편 : 끝없는 바다                                          | 영국방송협회(BBC), 디스커버리 채널                      |
| 2010년 1월 26일  | 남태평양 - 4편 : 화산의 바다                                          | 영국방송협회(BBC), 디스커버리 채널                      |
| 2010년 2월 2일   | 남태평양 - 5편 : 신기한 섬들                                          | 영국방송협회(BBC), 디스커버리 채널                      |
| 2010년 2월 9일   | 남태평양 - 6편 : 위태로운 낙원                                        | 영국방송협회(BBC), 디스커버리 채널                      |
| 2010년 2월 16일  | 에너지 2050                                                           | 오스트리아 방송 협회(ORF)                               |
| 2010년 3월 9일   | 급변하는 북극 - 1부 : 변화의 현장                                     | 캐나다 방송(CBC)                                        |
| 2010년 3월 16일  | 급변하는 북극 - 2부 : 새로운 항로                                     | 캐나다 방송(CBC)                                        |
| 2010년 3월 23일  | 급변하는 북극 - 3부 : 위기의 보금자리                                 | 캐나다 방송(CBC)                                        |
| 2010년 3월 30일  | 디지털 국가 1부                                                       | 미국 공영방송(PBS)                                      |
| 2010년 4월 6일   | 디지털 국가 2부                                                       | 미국 공영방송(PBS)                                      |
| 2010년 4월 13일  | 베를린 - 1부 : 프리드리히 대왕의 유산                                 | 영국방송협회(BBC)                                       |
| 2010년 4월 27일  | 베를린 - 2부 : 역사적인 건물들                                        | 영국방송협회(BBC)                                       |
| 2010년 5월 4일   | 베를린 - 3부 : 베를린 시민의 역사                                     | 영국방송협회(BBC)                                       |
| 2010년 5월 11일  | 물질은 가볍고 정성은 무겁다 인도양 쓰나미의 생존자들 : 희망의 이야기  | 교환 방송 프로그램(홍콩 RTHK)                           |
| 2010년 5월 18일  | 화산재 구름 - 아이슬란드의 재앙의 역사                                | 영국방송협회(BBC)                                       |
| 2010년 6월 1일   | 행복의 지도                                                           | 교환 방송 프로그램(대만 PTS)                            |
| 2010년 6월 8일   | 돌아온 황새                                                           | 교환 방송 프로그램(영국방송협회(BBC))                   |
| 2010년 6월 15일  | 남아프리카공화국 격동의 역사 1부: 케이프타운의 탄생(1652년 - 1795년)  | 독일 그룹 5 필름 프로덕션(Gruppe 5 Filmproduktion GmbH) |
| 2010년 6월 22일  | 남아프리카공화국 격동의 역사 2부: 전쟁의 소용돌이(1795년 - 1913년)    | 독일 그룹 5 필름 프로덕션(Gruppe 5 Filmproduktion GmbH) |
| 2010년 6월 29일  | 남아프리카공화국 격동의 역사 3부: 반목과 화해의 시대(1913년 - 2010년) | 독일 그룹 5 필름 프로덕션(Gruppe 5 Filmproduktion GmbH) |
| 2010년 7월 6일   | 어떻게 지구가 문명을 만들었나? - 1부 : 지구의 단층                    | 영국방송협회(BBC), 내셔널 지오그래픽, ZDF               |
| 2010년 7월 13일  | 어떻게 지구가 문명을 만들었나? - 2부 : 바람                           | 영국방송협회(BBC), 내셔널 지오그래픽, ZDF               |
| 2010년 8월 3일   | 어떻게 지구가 문명을 만들었나? - 3부 : 물                             | 영국방송협회(BBC), 내셔널 지오그래픽, ZDF               |
| 2010년 8월 10일  | 어떻게 지구가 문명을 만들었나? - 4부 : 불                             | 영국방송협회(BBC), 내셔널 지오그래픽, ZDF               |
| 2010년 8월 17일  | 어떻게 지구가 문명을 만들었나? - 5부 : 인간의 지구                    | 영국방송협회(BBC), 내셔널 지오그래픽, ZDF               |
| 2010년 8월 24일  | 나스카 지상 회화의 비밀                                               | ZDF, 아르테(Arte)                                       |
| 2010년 8월 31일  | 마추픽추의 숨겨진 진실들                                              | 내셔널 지오그래픽                                       |
| 2010년 9월 7일   | 친링 산맥의 보호동물들                                                | 중국중앙텔레비전(CCTV-1)                                |
| 2010년 9월 14일  | 민가로 내려오는 불곰들                                                | 교환 방송 프로그램(터키 TRT)                            |
| 2010년 9월 28일  | 심장의 재발견                                                         | 영국방송협회(BBC)                                       |
| 2010년 10월 12일 | 미국의 진정한 국보, 의회도서관                                        | 히스토리 채널                                           |
| 2010년 10월 16일 | 당(唐) 보물선의 비밀                                                  | 내셔널 지오그래픽                                       |
| 2010년 11월 2일  | 지구 대관측                                                           | 오스트리아 방송 협회(ORF)                               |
| 2010년 11월 30일 | 지구 극한의 두 얼굴 1부 - 가뭄과 폭우                                 | 오스트리아 방송 협회(ORF)                               |
| 2010년 12월 14일 | 지구 극한의 두 얼굴 2부 - 혹한과 혹서                                 | 오스트리아 방송 협회(ORF)                               |
| 2010년 12월 21일 | 외계 생명의 탐색 - 드레이크 방정식                                    | 영국방송협회(BBC)                                       |